# Franclens
Franclens település Franciaországban, Haute-Savoie megyében. Lakosainak száma 549 fő (2022. január 1.). Franclens Injoux-Génissiat, Challonges, Chêne-en-Semine, Saint-Germain-sur-Rhône és Surjoux-Lhopital községekkel határos.

## Népesség
A település népességének változása:
| Lakosok száma | 508  | 529  | 576  | 533  | 536  | 540  | 540  | 543  | 549  |
|               | 2013 | 2015 | 2016 | 2017 | 2018 | 2019 | 2020 | 2021 | 2022 |